# Atsimo-Atsinanana

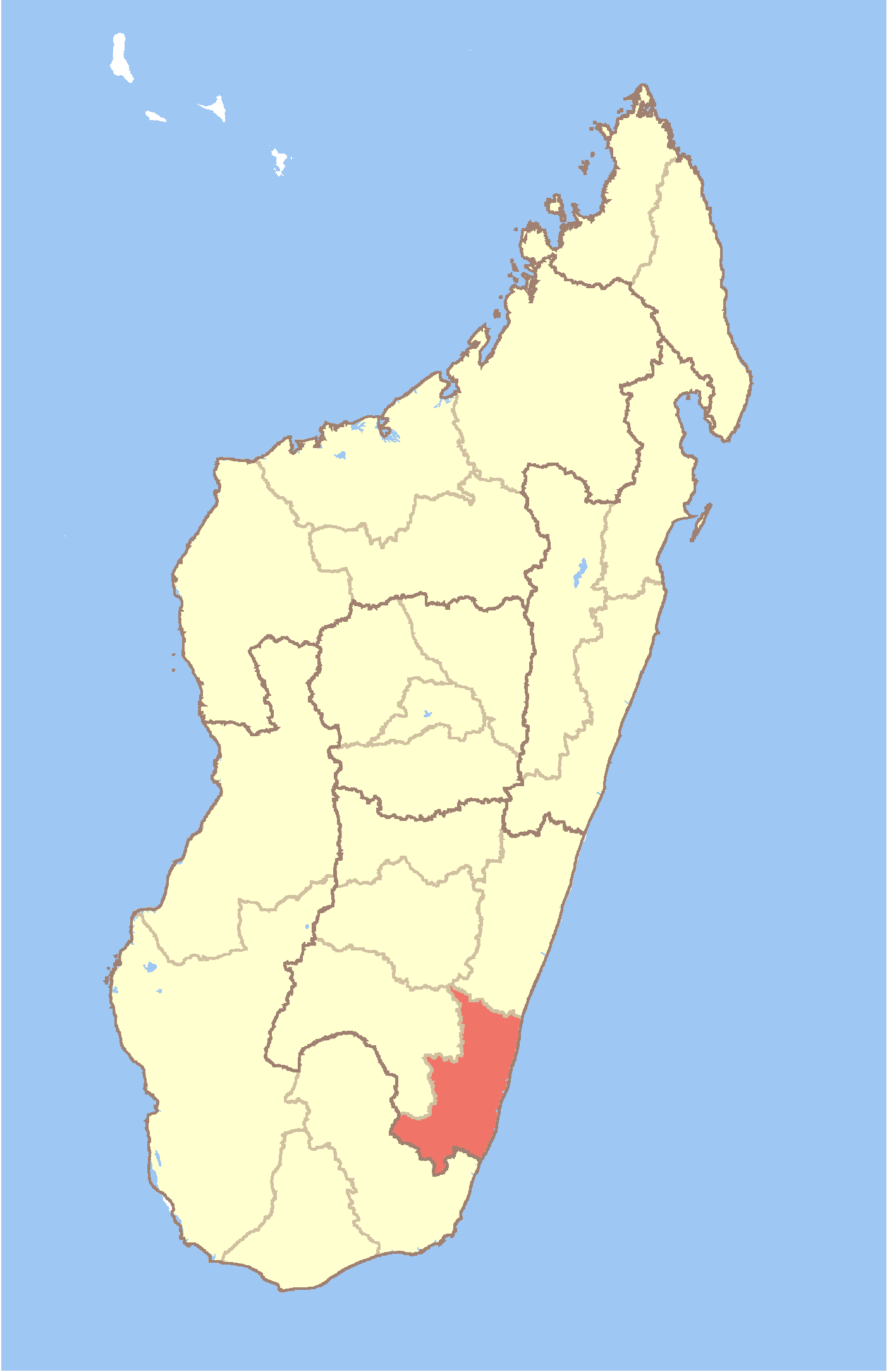

Atsimo-Atsinanana é uma região de Madagáscar localizada na província de Fianarantsoa. Sua capital é a cidade de Farafangana.